# Wervel vzw
Wervel is de beweging voor gezonde landbouw. Als sociaal-culturele organisatie werkt het aan een voedselvoorziening die maatschappelijk eerlijk, cultureel ingebed en ecologisch herstellend is. Daartoe verbindt de organisatie eters en boeren, verwerkers en verdelers die voedsel in eigen handen nemen. 
Wervel is in 1990 opgericht als Werkgroep voor Rechtvaardige en Verantwoorde landbouw in de Abdij van Averbode door een groep bezorgde burgers. Wervel vzw verwierf bekendheid met het thema van de problematische import van soja als veevoeder. Grootschalige ontbossing in bijvoorbeeld Braziliaanse Cerrado is daar het gevolg van, maar ook overbemesting in West-Europa. De organisatie problematiseert de gevolgen voor de landbouwer, de eter en het milieu van de industriële landbouw. 
Wervel kijkt ook naar oplossingen. Landbouwkundig onderzoekt de organisatie onder meer de mogelijkheden van de lokale productie van plantaardige eiwitten, toepassingen van agroforestry en agro-ecologische veeteelt.
De organisatie ijvert echter voor meer dan enkel landbouwkundige veranderingen. Ze ijvert voor een Lokaal, Ecologisch en Fair (LEF) voedselsysteem, waar burgers en boeren de voedselvoorziening in eigen handen nemen en zich loswerken van het agro-businesscomplex.   
Wervel is lid van Voedsel Anders, de groeiende beweging voor agro-ecologie, en EURAF, de Europese Agroforestry Federatie. 